# 세속 천궁도

세속 천궁도

세속 천궁도(世俗 天宮圖) 또는 테마 문디(Thema Mundi)는 헬레니즘 점성술에서 사용되는 신화적인 천궁도로써, 우주의 시작 때의 (태양과 달을 포함한) 일곱 개의 가시적 행성의 가상 위치를 보여준다. 이것의 라틴어 이름을 직역하면 (thema는 천궁도의 의미이기도 하며, mundi는 세계 또는 세속의 속격이므로) 세계도(世界圖) 또는 더 정확히는 세속 천궁도라고도 할 수 있다. 이것의 요지는 천궁도의 구성요소들 가운데에서 별자리의 주인지위와 고양 그리고 각의 의미 이면의 원리를 예증하기 위함이다.
이 차트는 일반적인 하우스와 별자리의 이론과는 사뭇 다르다. 현대 점성술은 양자리를 첫 번째 별자리로 규정하며 그것의 본성을 1하우스에 부여한다. 그러나, 이 세속 천궁도는 상승점이 양자리가 아닌 게자리에 있는데,  양자리와 화성의 호전적인 본성보다는 게자리와 달의 더 양육적인 인간애의 본성에 관한 암시를 담고 있다.

## 구조
세속 천궁도의 구조는 다음과 같다.:
- 상승점으로써의 게자리에 달
- 사자자리에 태양
- 처녀자리의 수성
- 천칭자리의 금성
- 전갈자리의 화성
- 사수자리의 목성
- 염소자리의 토성

## 원리
세속 천궁도의 구조는 헬레니즘 점성술에 있어서 배경이 되는 개념을 제공했다.

### 행성의 거주지
행성의 거주지는 행성이 주인지위를 가지는 별자리이다. 두 개의 발광체인 태양과 달은 북반구에서 한해 가운데 가장 밝고 더운 기간에 상응하는 두 개의 별자리인 사자자리와 게자리에에 할당된다. 다른 행성들은 황도의 사자자리와 게자리 사이를 2등분하여 할당되는데, 태양이 있는 반쪽과 달이 있는 반쪽에 행성들은 하나의 별자리씩 할당된다. 수성은 태양으로부터 하나의 별자리를 초과해서 떨어지지 않으므로 발광체 옆의 두 개의 별자리인 처녀자리와 쌍둥이자리에 할당된다. 금성은 태양으로부터 두개의 별자리 간격을 넘어가지 않으므로, 그 다음의 두개의 별자리인 천칭자리와 황소자리에 할당된다. 그 다음의 가까운 순서대로 화성은 전갈자리와 양자리에, 목성은 사수자리와 물고기자리에 할당된다. 마지막으로, 토성은 가장 춥고 어둡기 때문에 한해 중 그러한 기간에 속하는 염소자리와 물병자리에 할당된다.

### 각
행성의 점성학적 위상의 본성은 이 세속 천궁도에 있는 발광체들에 대한 배치에 의해 결정된다. 즉, 여기서 행성에 의해 만들어지는 각에 의해 그들의 이로움과 해로움의 분류가 결정된다.
- 토성은 달과 충(180°)을 이루므로, 그러한 대립각을 토성의 본성이라 한다. 토성은 두개의 흉성 가운데에서도 가장 해로우며, 그러한 대립각은 두개의 부정적인 각들 중에서 가장 부정적이고 유해하다.
- 화성은 태양과 사분위각(90°)을 맺으므로, 그러한 직각을 화성의 본성이라 한다. 화성은 토성보다는 덜 해로우며, 직각 또한 두개의 부정적인 각들 중에서 덜 부정적이다.
- 목성은 태양과 삼분위각(120°)을 맺고 있으므로, 삼분위의 격이 목성의 본성이라 한다. 목성은 두개의 길성 가운데서 가장 길하므로, 삼분위각 또한 가장 바람직하고 긍정적인 각이다.
- 금성은 태양과 육분위각(60°)을 맺고 있는데, 그러한 정삼각이 금성의 본성이라 한다. 금성은 두개의 길성 가운데에서 덜 길하다.
- 수성은 태양과 금성과 십이분위각(30°, 또는 반육분위각)을 맺고 있으며 달과 화성과는 육분위각(60°)을 맺고 있다.

## 같이 보기
- 거주지 (점성술)
- 점성술의 행성